# 113. peruť (Izrael)
113. peruť (hebrejsky טייסת 113‎) Izraelského vojenského letectva, také známá jako Tajeset ha-Cira (Peruť sršňů či vos), byla zformována 4. října 1955 jako stíhací jednotka, a jednalo se o první izraelskou peruť vybavenou stroji Dassault Ouragan, v počtu 24. Během šestidenní války utrpěla ztrátu osmi příslušníků.
Do ledna 1973 byly Ouragany vyřazeny ze služby u peruti a nahrazeny stíhačkami IAI Nešer. V roce 1976 je vystřídaly stroje IAI Kfir C-1. V roce 1987 byla peruť rozpuštěna.
V září 1990 byla reaktivována jakožto první izraelská peruť vyzbrojená bitevními vrtulníky AH-64A Apache a postupně přecházela k variantě AH-64D Apache Longbow, kterou výhradně užívá od roku 2005.